# Zwozy
Zwozy (biał. Звозы, Zwozy; ros. Звозы, Zwozy) – wieś na Białorusi, w obwodzie brzeskim, w rejonie małoryckim, w sielsowiecie Czerniany.

## Historia
W dwudziestoleciu międzywojennym zaścianek leżący w Polsce, w województwie poleskim, w powiecie kobryńskim, w gminie Oziaty. W 1921 liczył on 54 mieszkańców, w tym 27 Polaków i 27 Białorusinów. 53 mieszkańców było wyznania prawosławnego i 1 rzymskokatolickiego.
Po II wojnie światowej w granicach Związku Sowieckiego. Od 1991 w niepodległej Białorusi.